# Libor Šíma
Libor Šíma (* 1967 in Ústí nad Labem) ist ein deutscher Orchestermusiker (Fagott, Alt- und Tenorsaxophon), der sowohl im Bereich der Klassik wie des Jazz als Solist hervorgetreten ist. Zunehmend ist er zudem als Komponist tätig.

## Leben und Wirken
Šímas Vater, der Musiker Jiří Šíma (* 1934) emigrierte mit seiner Familie nach dem Prager Frühling 1969 aus der Tschechoslowakei nach Deutschland. Libor Šíma wuchs seit seinem zweiten Lebensjahr in Schwäbisch Hall auf. Er erhielt mit neun Jahren ersten Klavier-, mit 13 Jahren dann Klarinetten- und Saxophonunterricht durch seinen Vater. Als Sonderbegabter konnte er mit 16 Jahren das Gymnasium verlassen, nachdem er 1983 die Aufnahmeprüfung an der Hochschule für Musik und Darstellende Kunst Stuttgart bestand. Er ist mehrfacher Preisträger bei „Jugend musiziert“, auch Bundessieger für klassisches Saxophon, gehörte aber auch zum Landesjugendjazzorchester Baden-Württemberg.
Noch während seines klassischen Musikstudiums bei Hermann Herder nahm Šíma Aushilfstätigkeiten in verschiedenen Orchestern wahr (hr-Sinfonieorchester, Israel Philharmonic Orchestra, Internationale Bach-Akademie, Stuttgarter Philharmoniker). 1987 trat er als Fagottist in das Radiosinfonieorchester des SDR ein; 2001 avancierte er in dem nun zum SWR gehörenden Orchester zum Solofagottisten. Seit 2016 ist er Mitglied des SWR Symphonieorchesters. Im Bereich des Jazz trat Šíma mit Chaka Khan, den Pointer Sisters, Kenny Wheeler, Eberhard Weber, Joe Lovano und anderen auf. Er gehört zur Stuttgarter Band in the Bix und ist auch auf Aufnahmen mit Sammy Nestico, Olivia Trummer und Slavko Benić zu hören. Mit seinen Saxophonkollegen Dieter Kraus, Thorsten Skringer, Ralf Ritscher und dem Kontrabassisten Markus Bodenseh bildet er zudem das Ensemble Der fünfte Mann.
Šíma hat bereits während seines Studiums als Preisträger beim Kompositionswettbewerb „Musica Nova“ sein Talent auch als Komponist gezeigt. Neben einigen kammermusikalischen Werken fand seine Jazzsuite „Stuttgarter Plätze“, eine Auftragskomposition der Stadt Stuttgart aus dem Jahr 2002, Beachtung. Sein „Double Concerto“, eine Auftragskomposition des Stuttgarter Kammerorchesters, wurde im Jahr 2005 unter der Leitung von Dennis Russell Davies uraufgeführt. 2014 hatte sein Werk „I am the Drum“ Premiere, das er für die SWR-Bigband, das Radio-Sinfonieorchester und das Vokalensemble des Senders geschrieben hatte. Im Dezember 2016 kam mit einer neuen Fassung der Weihnachtsgeschichte nach Charles Dickens ein neues Werk von ihm auf die Bühne. Gemeinsam mit dem Regisseur und Produzenten Martin Mühleis schuf er für die beiden Schauspieler Miroslav Nemec und Udo Wachtveitl ein musikalisches Bühnenmärchen.